# 제롬 코트랜드

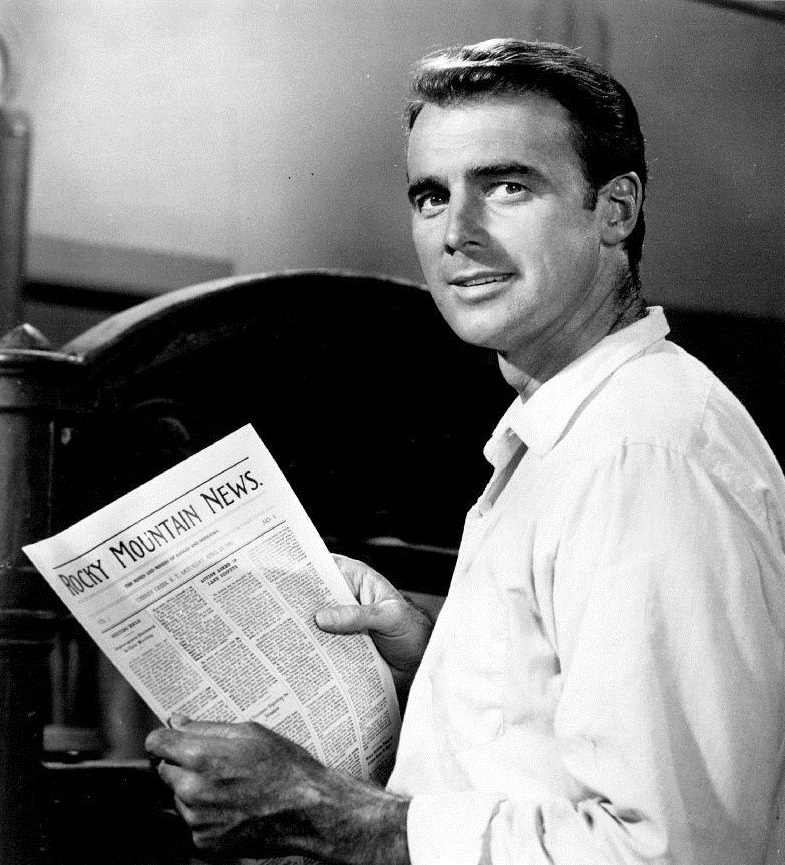

제롬 코트랜드(Jerome Courtland, 1926년 12월 27일 ~ 2012년 3월 1일)는 미국의 배우, 가수, 영화 감독, 영화 프로듀서, 연극 배우, 텔레비전 배우, 영화배우이다.
녹스빌에서 태어났으며 샌타클라리타에서 사망하였다.

## 영화
- 호텔 - 시리즈 (1983년)
- 다이너스티 (1981년)
- 창공의 여왕 에이미 (1981년)
- 영혼을 판 사나이 (1981년)
- 낫츠 랜딩 (1979년)
- 꿈꾸는 낙원 (1978년)
- 마녀의 산 2 (1978년)
- 사랑의 유람선 (1977년)
- 피터의 용 (1977년)
- 마녀의 산 (1975년)
- 디즈니랜드 (1954년) - 앤디 버넷 역
- 테이크 더 하이 그라운드! (1953년)
- 도쿄 조 (1949년)
- 배틀그라운드 (1949년)
- 키스 앤 텔 (1945년)